# 卡门茨
卡门茨（德語：Kamenz，發音：[ˈkaːmɛnts] ⓘ，發音：[ˈkamʲɛnts] ⓘ）是德国萨克森州包岑县的城市，曾是卡门茨县的县治，面积98.3平方千米，2023年12月31日人口为16,861人。2019年1月1日，市镇申泰兴并入卡门茨。

## 友好城市
- 德国 阿尔蔡
- 捷克 科林
- 波蘭 卡爾帕奇

## 人物
- 戈特霍尔德·埃弗拉伊姆·莱辛，德国哲学家、诗人